# Баршамайский сельсовет
Баршамайский сельсовет  — административно-территориальная единица и муниципальное образование со статусом сельского поселения в Кайтагском районе Дагестана Российской Федерации.
Административный центр — село Баршамай.

## Население
| 2002  | 2010  | 2012  | 2013  | 2014  | 2015  | 2016  |
| ----- | ----- | ----- | ----- | ----- | ----- | ----- |
| 2034  | ↗2498 | ↗2525 | ↗2563 | ↘2561 | ↘2559 | ↗2560 |
| 2017  | 2018  | 2019  | 2020  | 2021  | 2023  | 2024  |
| ↗2596 | ↘2588 | ↗2604 | ↗2615 | ↗2643 | ↘2637 | ↗2642 |
| 2025  |       |       |       |       |       |       |
| ↗2682 |       |       |       |       |       |       |

## Состав
| № | Населённый пункт | Тип населённого пункта       | Население |
| - | ---------------- | ---------------------------- | --------- |
| 1 | Баршамай         | село, административный центр | ↗2150     |
| 2 | Газия            | село                         | ↗493      |